# Trans-Afrikaanse weg 4
De Trans-Afrikaanse weg 4 (Engels: Trans-African Highway 4) is de route tussen Caïro en Kaapstad in het Trans-Afrikaanse wegennetwerk, dat behoort tot het transcontinentale wegennetwerk, en is ontwikkeld door de Economische commissie voor Afrika van de Verenigde Naties (ECA), de Afrikaanse Ontwikkelingsbank (AOB), en de Afrikaanse Unie (AU). De route heeft een lengte van 10.228 kilometer en was de eerste Trans-Afrikaanse weg die aan het einde van de 19e eeuw gepland werd.

## Route
De route loopt door Egypte, Soedan, Ethiopië, Kenia, Tanzania, Zambia, Zimbabwe, Botswana en Zuid-Afrika. Oorspronkelijk was Zuid-Afrika vanwege de apartheid niet bij de route inbegrepen, maar nu erkent men dat de weg ook door dit land loopt. Hoewel men voorstelde om de weg in Pretoria te laten eindigen, bleek dit een onverstandige keuze te zijn, aangezien bij de belangrijke haven Kaapstad de meeste regionale hoofdwegen van de landen van de Zuid-Afrikaanse Ontwikkelingsgemeenschap samenkomen. Daarom werd besloten om ook voor deze route Kaapstad als eindpunt aan te wijzen. Desondanks wordt de weg in sommige documenten genoemd als Caïro-Gaborone Highway of Caïro-Pretoria Highway.

### Ontbrekende delen
Het zuidelijk gelegen gedeelte van de Trans-Afrikaanse weg 4 is compleet, maar in Noord-Soedan, waar de weg open ligt en een soepele doorgang wordt verhinderd, Noordwest-Ethiopië, Noord-Kenia en Midden-Tanzania zijn betere wegen vereist. Sinds enkele jaren is het verboden om de grens Egypte-Soedan over te steken, maar het is mogelijk om van een autoveer over het Nassermeer gebruik te maken.
Het grootste gedeelte van de weg in Ethiopië loopt door bergachtig gebied, en hoewel delen van de weg hierdoor gevaarlijk te berijden zijn, is nagenoeg het hele stuk geasfalteerd.
De ontbrekende weg in Noord-Kenia moet nog geasfalteerd worden, en van tijd tot tijd heerst hier gevaar doordat gewapende bandieten er roofovervallen plegen. 
Omdat Kenia een geasfalteerde verbinding met Soedan heeft, zou een weg door Zuidoost-Soedan naar Khartoem een korter alternatief zijn voor het Ethiopische gedeelte van de weg.
De voormalige zandweg door Dodoma in Midden-Tanzania is inmiddels geasfalteerd en daardoor het hele jaar te berijden, de alternatieve geasfalteerde route door Moshi, Korogwe en Morogoro is dus niet meer noodzakelijk.
Met uitzondering van het gedeelte door Ethiopië komt de Trans-Afrikaanse weg 4 redelijk overeen met de plannen van het Britse Rijk voor de Kaap-Caïro Weg aan het begin van de 20e eeuw.
Tussen Chalinze (Iringa) en Kapiri Mposhi in Zambië volgt de weg een belangrijke regionale geasfalteerde route, de Tanzam Snelweg, ook wel de Great North Road genoemd in Zambië. Het is de enige asfaltweg die Oost-Afrika met Zuid-Afrika verbindt: de weg wordt dan ook van alle Trans-Afrikaanse wegen het meeste gebruikt.

## Nationale wegnummers
De Trans-Afrikaanse weg 4 loopt over de volgende nationale wegnummers, van noord naar zuid:
| Nummer            | Tracé                    |
| Egypte            | Egypte                   |
| ----------------- | ------------------------ |
| Geen wegnummering |                          |
| Soedan            |                          |
| A1                | Egypte - Khartoem        |
| ?                 | Khartoem - Ethiopië      |
| Ethiopië          |                          |
| ?                 | Soedan - Gondar          |
| 3                 | Gondar - Addis Abeba     |
| 4                 | Addis Abeba - Mojo       |
| 6                 | Mojo - Kenia             |
| Kenia             |                          |
| A2                | Ethiopië - Nairobi       |
| A104              | Nairobi - Tanzania       |
| Tanzania          |                          |
| T2                | Kenia - Arusha           |
| T5                | Arusha - Iringa          |
| T1                | Iringa - Zambia          |
| Zambia            |                          |
| T2                | Kenia - Chikwele         |
| T1                | Chikwele - Zimbabwe      |
| Zimbabwe          |                          |
| A8                | Zambia - Bulawayo        |
| A7                | Bulawayo - Botswana      |
| Botswana          |                          |
| A1                | Zimbabwe - Zuid-Afrika   |
| Zuid-Afrika       |                          |
| N18               | Botswana - Warrenton     |
| N12               | Warrenton - Beaufort-Wes |
| N1                | Beaufort-Wes - Kaapstad  |

1 · 
2 · 
3 · 
4 · 
5 · 
6 · 
7 · 
8 · 
9